# Alina Ibragimova

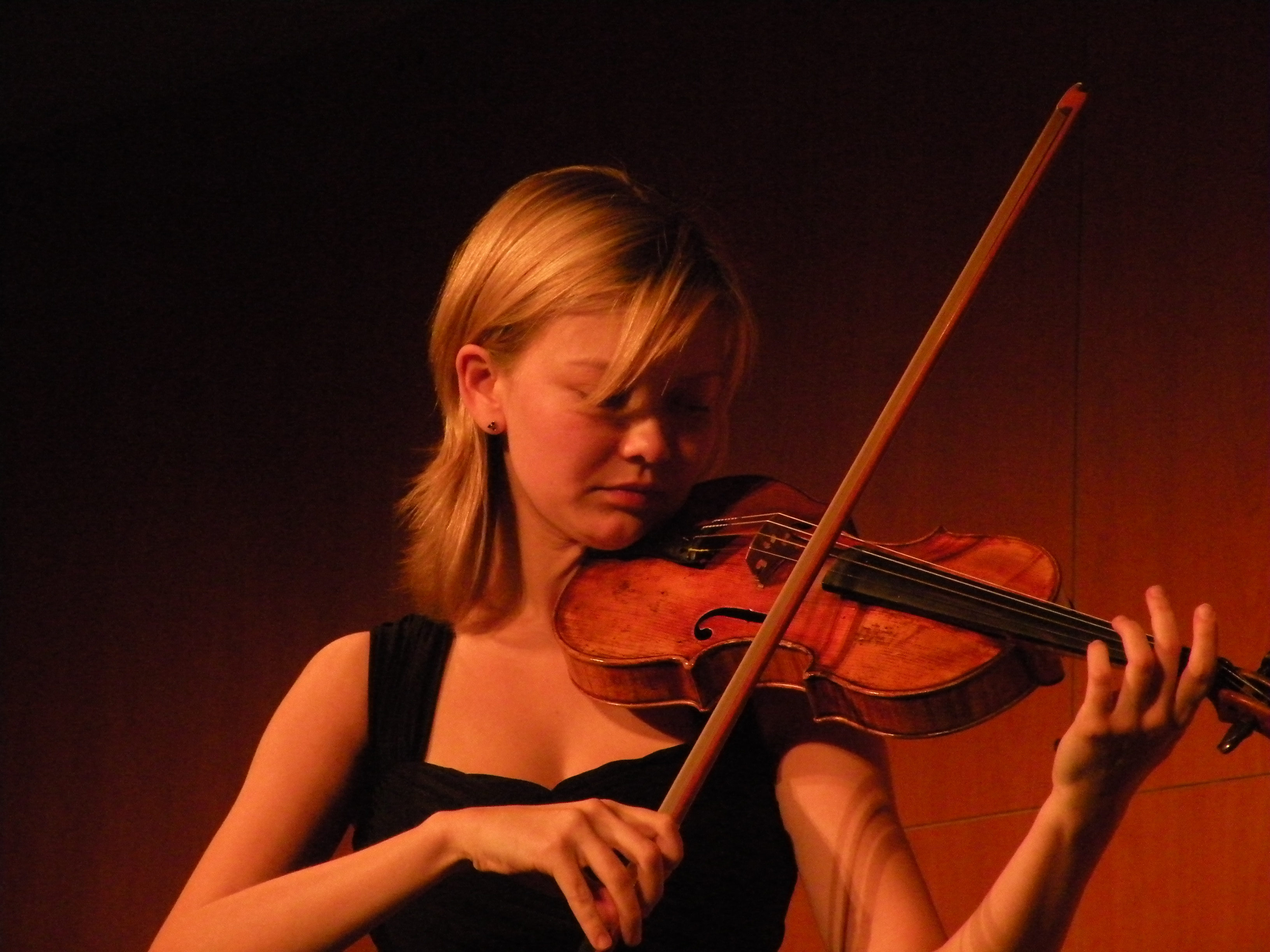
Alina Ibragimova (2009)

Alina Ibragimova (russisch Алина Ринатовна Ибрагимова/Alina Rinatowna Ibragimowa; * 28. September 1985 in Polewskoi, Sowjetunion) ist eine russisch-britische Geigerin tatarischer Abstammung.

## Leben

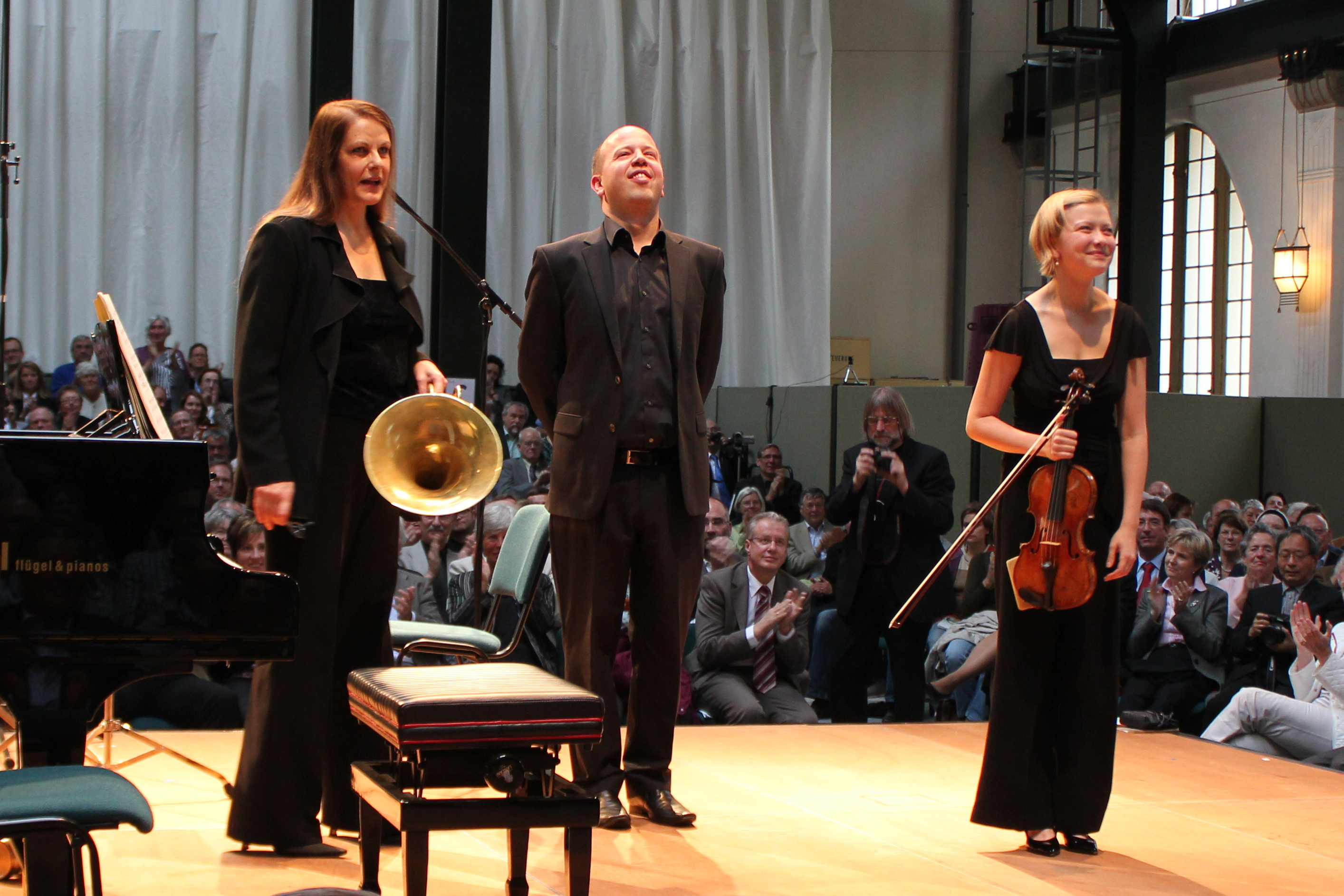
Alina Ibragimova 2011 beim Festival Spannungen mit Huw Watkins und Marie-Luise Neunecker

Alina Ibragimova ist die Tochter des russischen Kontrabassisten Rinat Ibragimow und der Geigerin und Professorin Lucia (Ljuzia) Ibragimova. Sie begann im Alter von vier Jahren Violine zu spielen; ein Jahr später wurde sie am Gnessin-Institut Moskau von Valentina Korolkova unterrichtet. Ab dem sechsten Lebensjahr spielte sie mit verschiedenen Orchestern, unter anderem mit dem Orchester des Bolschoi-Theaters.
Nach der Übersiedelung der Familie nach London im Jahr 1995 folgten ab 1997 Studien an der Yehudi Menuhin School bei Natascha Boyarskaya, an der Guildhall School of Music and Drama, am Royal College of Music bei Gordan Nikolitch sowie an der Kronberg Academy und auch bei Christian Tetzlaff. Mit Kommilitonen bildete Ibragimova das Chiaroscuro Quartet, das im Sinne der historischen Aufführungspraxis auf zeitgenössischen Instrumenten Musik aus Klassik und Frühromantik aufführt.
Ibragimova konzertiert international mit renommierten Orchestern wie dem London Symphony Orchestra, London Philharmonic Orchestra,  Cleveland Orchestra, Boston Symphony Orchestra, Montreal Symphony Orchestra, Concertgebouw-Orchester, Symphonieorchester des Bayerischen Rundfunks, Rundfunk-Sinfonieorchester Berlin, unter der Leitung von Dirigenten wie Valery Gergiev, John Eliot Gardiner, Paavo Järvi, Vladimir Jurowski, Robin Ticciati, Daniel Harding und Philippe Herreweghe. Sie trat dabei in bedeutenden Konzerthäusern wie unter anderem in der Carnegie Hall, Wigmore Hall, im Wiener Musikverein, im Concertgebouw Amsterdam sowie bei zahlreichen Musik-Festivals auf. Kammermusikalisch arbeitet sie unter anderem mit Cédric Tiberghien und Kristian Bezuidenhout zusammen.
2010 spielte sie mit dem BBC Symphony Orchestra unter Leitung von Edward Gardner die Uraufführung des für sie von Huw Watkins komponierten Violinkonzerts. 2012 trat sie mit der Barockvioline und dem Ensemble Academy of Ancient Music mit Werken von Biber, Bach und Vivaldi eine Konzerttournee an.
2011 stellte das Britische Foreign Office einen Kurzfilm vor, in dem sie über ihre Erfahrungen im Vereinigten Königreich berichtete und für die Olympischen Spiele und die Paralympics in London 2012 warb.
Alina Ibragimova spielte auf einer Violine von Pietro Guarneri aus dem Jahr 1738 und derzeit auf einer Violine von Anselmo Bellosio aus dem Jahr 1775, die ihr vom schweizerischen Investor Georg von Opel zur Verfügung gestellt wurden.

## Auszeichnungen
- 2002: London Symphony Orchestra Music Scholarship (früher: Shell Prize)
- 2008: Borletti Buitoni Trust Award
- 2009: Classical BRIT Awards Young British Classical Performer
- 2010: Royal Philharmonic Society Young Artist Award
- 2010: Critics’ Music Circle Award for Exceptional Young Talent
- 2016: Member des Order of the British Empire
- 2017: Jahrespreis der Deutschen Schallplattenkritik[6]

## Diskografie (Auswahl)
- 2007: Karl Amadeus Hartmann, Das komplette Werk für Violine, Hyperion CDA67547
- 2008: Nikolai Roslavets, Violin-Konzert Nr. 1 (1925) und Konzert Nr. 2 (1936), BBC Symphony Orchestra, Dirigent: Ilan Volkov, Hyperion CDA67637
- 2009: Karol Szymanowski, Das gesamte Werk für Violine und Piano. Pianist: Cédric Tiberghien, Hyperion CDA67703
- 2009: Johann Sebastian Bach: Sonaten und Partiten für Solo-Violine, Hyperion CDA67691/2
- 2010: Ludwig van Beethoven, Violinsonaten Vol. 1, Sonate Nr. 1 op. 12,1; Sonate Nr. 4 op. 23; Nr. 8 op. 30,3; Nr. 7 op. 30.2 mit Cédric Tiberghien, Wigmore Hall Live 0036 (Codaex)[7]
- 2016: Wolfgang Amadeus Mozart, Violinsonaten Vol. 4 – Sonaten für Violine und Klavier Vol. 4, mit Cédric Tiberghien (Preis der Dt. Schallplattenkritik 2017)